# Эстес, Слипи Джон
Слипи Джон Эстес (англ. Sleepy John Estes, полное имя — Джон Адам Эстес, John Adam Estes; род. 25 января 1899, Рипли, Теннесси, США — 5 июня 1977, Браунсвилл, Теннесси, США) — американский блюзовый певец, гитарист и автор песен (некоторые из них — «Drop Down Mama» и «Someday Baby» — стали блюзовыми стандартами).

## Биография

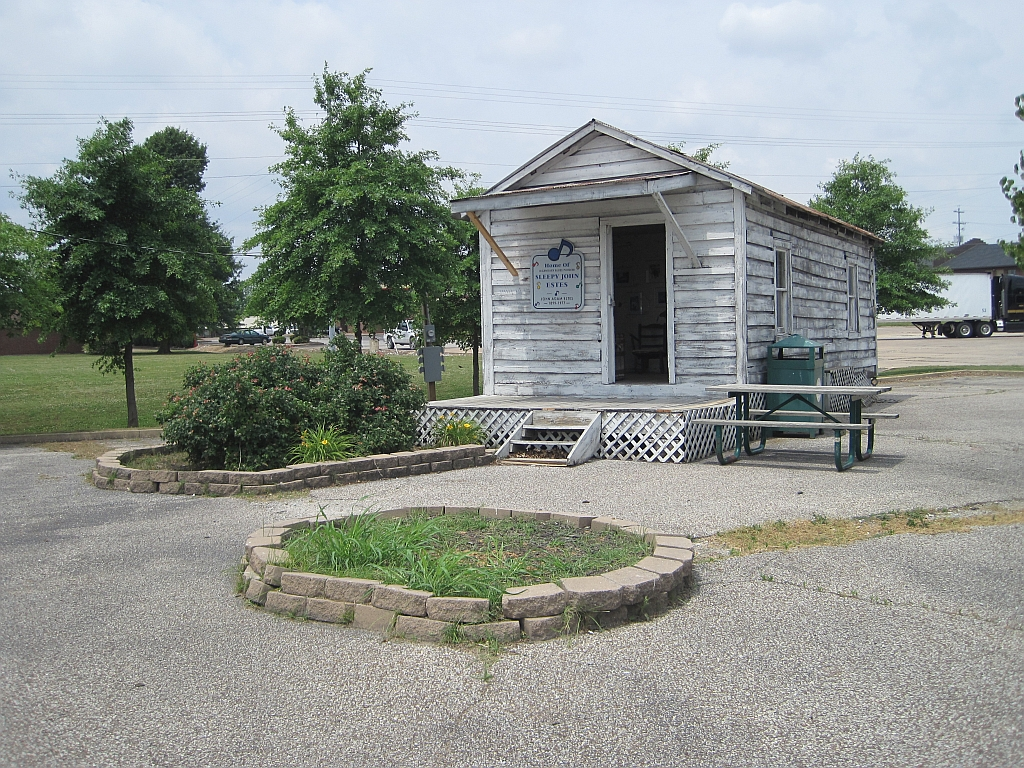
Дом Слипи Джона Эстеса в Браунсвилле, Теннесси (ныне — Центр наследия Теннесси)

Джон Адам Эстес родился 25 января 1899 года в Рипли (штат Теннесси), небольшом городке, расположенном в 50 милях на северо-восток от Мемфиса. Был одним из 16 детей в семье Бэдфорда (Дэниела) Эстеса и Милли Белль Торнтон. Вскоре семья переехала в близлежащий Джонс, Теннесси, где Эстес провел большую часть своего детства, работая на ферме и собирая хлопок. Как и многие темнокожие дети из бедных семей юга, он не получил почти никакого формального школьного образования. В детстве вовремя игры в бейсбол получил травму глаза осколком, повлекшей сильное ухудшение зрения и паралич одного глаза. Из-за подслеповатого выражения лица, а также склонности к, предположительно, нарколептическому сну получил прозвище «соня» (от англ. sleepy).
Ещё ребёнком начал проявлять интерес к музыке, его первым инструментом была самодельная гитара из сигарной коробки и проволоки. Свою первую гитару приобрёл в магазине после того, когда получил от отца вознаграждение за хорошую работу в поле. Первым, кто вдохновил его, был отец, который играл на гитаре, а также старший брат, который играл на банджо.
В 1915 году его семья переехала в соседний Браунсвилл (англ., штат Теннесси), и этот небольшой городок очень вдохновил его на написание песен и здесь он в итоге прожил большую часть жизни. Подростком начал выступать на местных вечеринках, познакомился с некоторыми видными музыкантами, среди которых был Хэмбоун Уилли Ньюбёрн, который помог сформировать ранний блюзовый стиль молодого гитариста. Эстес никогда не принадлежал к виртуозным гитаристам. Его своеобразная вокальная манера сформировалась, когда он работал в строительных бригадах, которые, по давней афроамериканской традиции, работали под ритмичный аккомпанемент так называемых «рабочих песен», в которых Эстес был запевалой. Лирика песен Эстеса выразительная и с проницательными личными интонациями описывает повседневные реалии жизни афроамериканцев в 1920-х и 1930-х годов.
К концу 1910-х годов Эстес, который уже обрёл местную популярность, начал играть в сопровождении талантливого 11-летнего мандолиниста и гитариста Джеймса (Йенка) Рэйчелла (их партнёрство в течение карьеры Эстеса несколько раз возобновлялось). Вместе они играли в Теннесси, Арканзасе и Миссури в течение следующего десятилетия на различных вечеринках. В середине 1920-х к Эстесу и Рэйчеллу присоединился исполнитель на губной гармонике и джаге Хэмми Никсон из Браунсвилля, с которым у них также сложилось долговременное дружеское сотрудничество.
В конце 1920-х Эстес, Рэйчелл и Никсон перебрались в Мемфис, где выступали на разных площадках города. Около 1928 года Эстес и Рэйчелл вместе с пианистом и исполнителе на джаге Джебом Джонсом сформировали коллектив «Three J’s Jug Band». В сентябре 1929 года, по рекомендации музыканта Джима Джексона, Эстес сделал свои первые записи для лейбла Victor в Мемфисе (сессию организовал Ральф Пир). Его дебютным выпуском стала «The Girl I Love, She Got Long Curly Hair», которая открыла Эстеса как непревзойденного певца и автора песен. Песня отображает горестное пение Эстеса, подчеркнутое его мощными поэтическими образами. В ней также примечательна запоминающаяся игра на мандолине Рэйчелла, которая стала одним из ключевых элементов многих самых ранних записей Эстеса.
Успех первой записи Эстеса позволил ему сделать ещё несколько сессий для Victor в течение следующего года, даже несмотря на биржевой крах в 1929 году. Результатом этих сессий стали такие песни как «Diving Duck Blues», «Milk Cow Blues» и «Broken-Hearted, Dirty and Ragged Too». Эмоциональное пение Эстеса позже было охарактеризовано Биг Биллом Брунзи в своей книге «Блюз Бига Билла» (1955) как «плачущий» блюз. Эти композиции позже перезаписали такие музыканты, как Тадж-Махал, Том Раш, The Kinks и др.
После своей последней сессии 1930 года вернулся в Браунсвилль, прежде чем переехать в Чикаго несколько лет спустя, чтобы присоединиться к Никсону, который недавно начал там записываться. В 1935 году вместе с Никсоном в качестве аккомпаниатора сделал несколько удачных записей для Champion в 1935 году, где впервые был указан на пластинке как Слипи Джон Эстес. Среди них были «Drop Down Mama» и «Someday Baby Blues», последнюю позже записали Мадди Уотерс и The Allman Brothers Band под названием «Trouble No More». Биг Масео слегка изменил песню в 1941 году и переименовал её в «Worried Life Blues», которая в его версии стала блюзовым стандартом.
С 1937 по 1940 годы Эстес записал много своих собственных песен для Decca. В течение четырёх плодотворных сессий он записал два десятка композиций, многие из которых описывают испытания и несчастья его жизни как бедного темнокожего мужчины, живущего на Юге. Его глубоко личные рассказы охватывали такие темы, как его опыт несостоявшегося утопления («Floating Bridge»), его жизни как бродяги («Hobo Jungle Blues» и «Special Agent») и сожжение дома друга («Fire Station Blues [Martha Hardin]»). В 1941 году Эстес записывался на Bluebird как участник группы Delta Boys, а также под своим именем и ласково увековечил ещё двух жителей Браунсвилля в песнях «Little Laura Blues» и «Lawyer Clark Blues». В середине 1940-х Эстес вернулся в Браунсвилль, где занялся фермерством и женился на Олли в 1948 году (имел пятерых детей). С годами его зрение начало ухудшаться, окончательно потерял зрение к 1950 году и полностью ослеп. Позже в том году он записывался с Никсоном на лейблах Ora-Nelle и Sun Records, после чего пребывал почти в полном забвении.

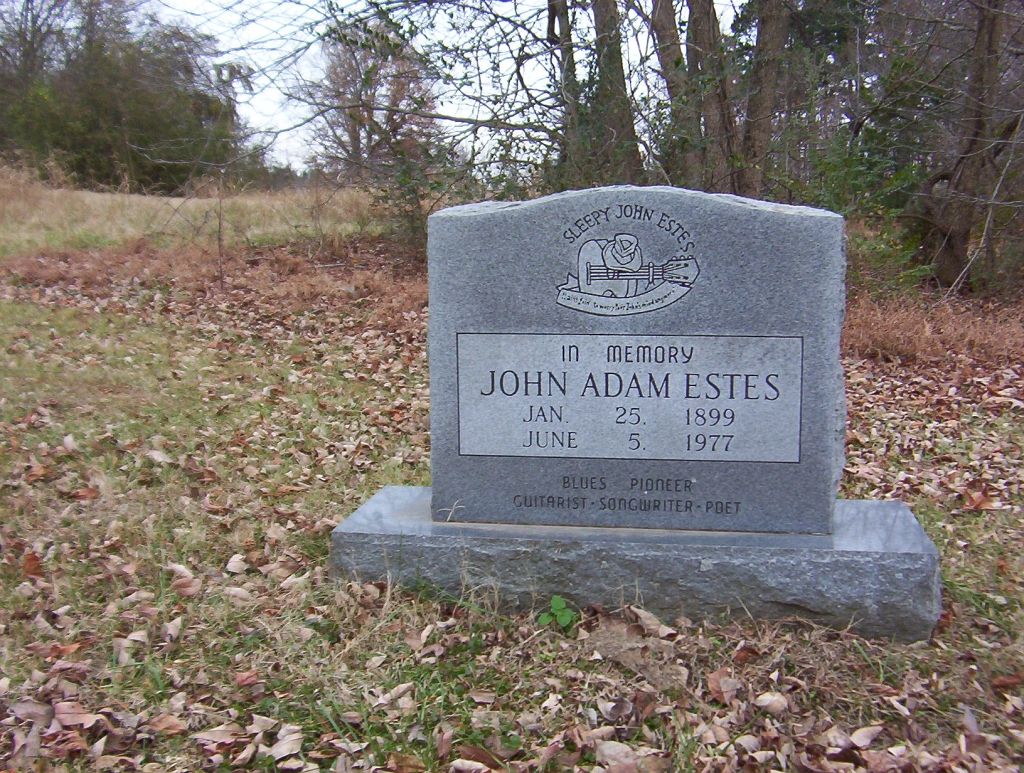
Могила Слипи Джона Эстеса в Дёремвилле, Теннесси

Помог разыскать Эстеса его хороший знакомый Биг Джо Уильямс, который подсказал, что он жив и проживает в Браунсвилле (хотя многие считали его давно умершим), в 1962 году чикагский кинематографист Дэвид Блюменталь выследил его в Браунсвилле, где он жил в полной нищите. На Эстеса обратил внимание владелец лейбла Delmark Боб Кёстер и записал с ним известный альбом The Legend of Sleepy John Estes. Хотя теперь Эстес был полностью слепым, его гитарные навыки и пение остались неизменными. Он записал ещё несколько альбомов на Delmark, часто воссоединяясь с Рэйчеллом и Никсоном, и в течение десятилетия много записывался для местных и международных лейблов, среди которых были Testament, Vanguard и Storyville. На пике возрождения фолк-блюза в 1960-х Эстес, вместе с Рэйчеллом и Никсоном, часто гастролировал по стране и за границей и оставался популярным исполнителем целое десятилетие. В 1964 году Эстес выступил на фолк-фестивале в Ньюпорте и в 1969 году на блюзовом фестивале в Анн-Арборе; кроме того ездил на гастроли в рамках Американского фолк-блюзового фестиваля. Также был популярен в Японии, где записал несколько альбомов. В 1976 году пережил инсульт.
Умер 5 июня 1977 в возрасте 78 лет в Браунсвилле, Теннесси (в день когда он должен был отправляться на гастроли в Европу) в том же самом деревенском доме, в котором прожил всю свою жизнь. Несмотря на его, казалось бы, успешное возрождение карьеры, Эстес все ещё жил в крайней нищете в последние годы своей жизни и умер без гроша в кармане. Похоронен на кладбище баптистской церкви Элам в Дёремвилле (Теннесси).
В 1998 году город Браунсвилл отреставрировал дом Эстеса и превратил его в музей в память об музыканте и его коллегах Йенке Рэйчелле и Хэмми Никсоне. В 1991 году Эстес был посмертно включен в Зал славы блюза.

## Дискография

### Альбомы
- The Legend of Sleepy John Estes (Delmar, 1962)
- Sleepy John Estes 1929—1940 (RBF, 1964)
- Broke and Hungry (Delmark, 1964)
- Portraits In Blues Vol. 10 (Storyville, 1964); с Хэмми Никсоном
- Sleepy John Estes in Europe (Delmark, 1965)
- Brownsville Blues (Delmark, 1965)
- Electric Sleep (Delmark, 1968)
- Sleepy John Estes with Yank Rachell: 1929-30 Sessions (Roots, 1973)

### Синглы
- «Diving Duck Blues»/«The Girl I Love She Got Long Curly Hair» (Victor, 1929)
- «Milk Cow Blues»/«Street Car Blues» (Victor, 1930)
- «Someday Baby Blues»/«Who’s Been Tellin' You Buddy Brown Blues» (Decca, 1935)
- «Married Woman Blues»/«Drop Down Mama» (Decca, 1935)
- «Poor Man’s Friend»/«Floating Bridge» (Decca, 1937)